# جامعة دويسبورغ-إسن

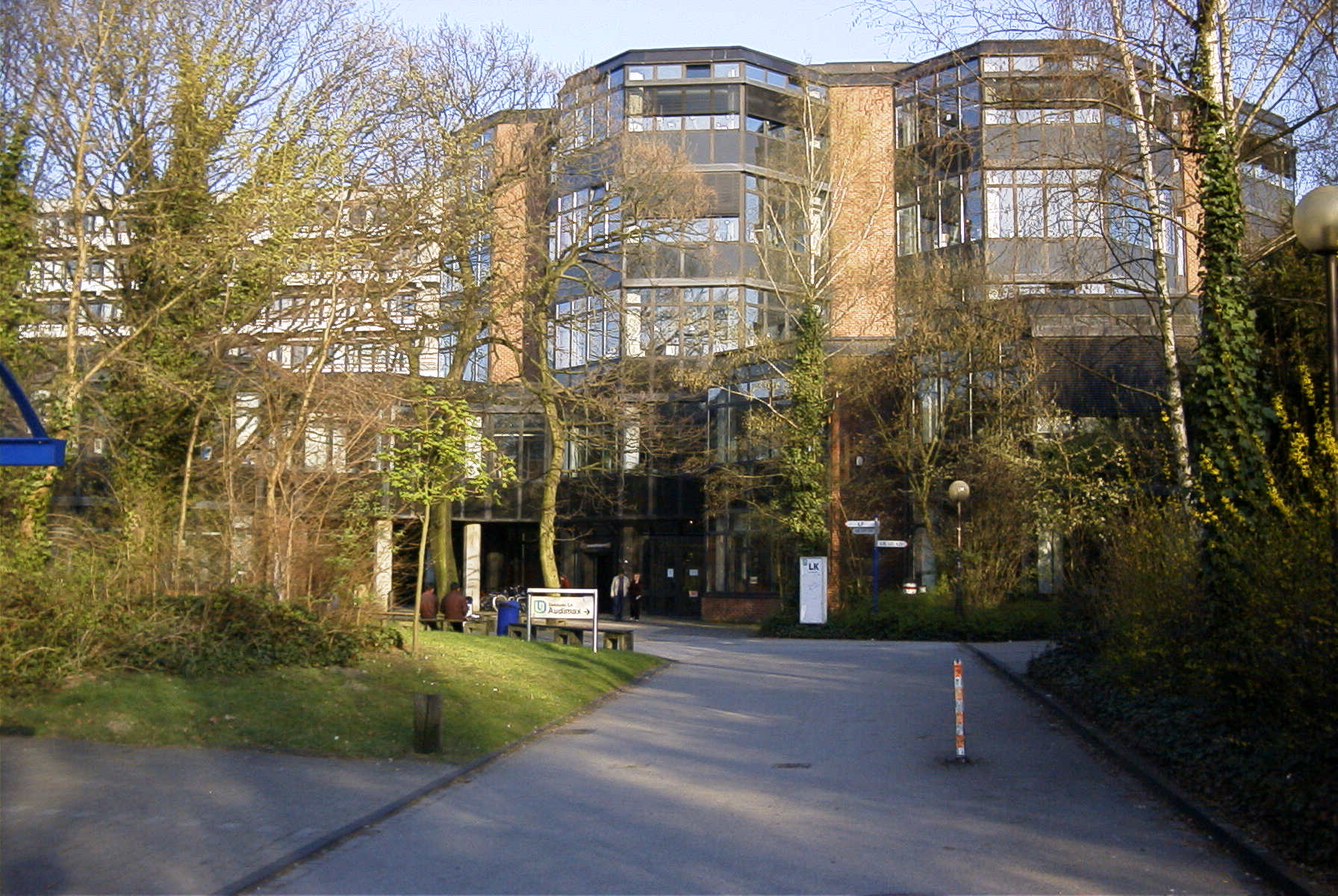
جامعة دويسبورغ إيسن

جامعة دويسبورغ إيسن  (بالألمانية: Universität Duisburg-Essen) هي إحدى الجامعات الحكومية وتقع في مدينتي دويسبورغ وإسن، شمال الراين وستفاليا، ألمانيا، وعضواً في جامعة تحالف متروبوليس الرور، تأسست في 1 يناير. 2003، نتيجة لدمج جامعة جيرهارد ميركاتور من دويسبورغ وجامعة إسن، وكلاهما تم تأسيسهما في عام 1972. وحتى عام 1994 كان اسم جامعة جيرهارد ميركاتور جامعة دويسبورغ الشاملة.
تضم جامعة دويسبورغ إيسن 12 قسم ويبلغ عدد طلابها أكثر من 37000، وتعد من بين أكبر 10 جامعات ألمانية. يدرس في الجامعة العديد من الطلاب من جميع أنحاء العالم مما أضفى على مدينتي دويسبورغ وإيسن أجواء المناخ الدولي.

## تأسيس الجامعة

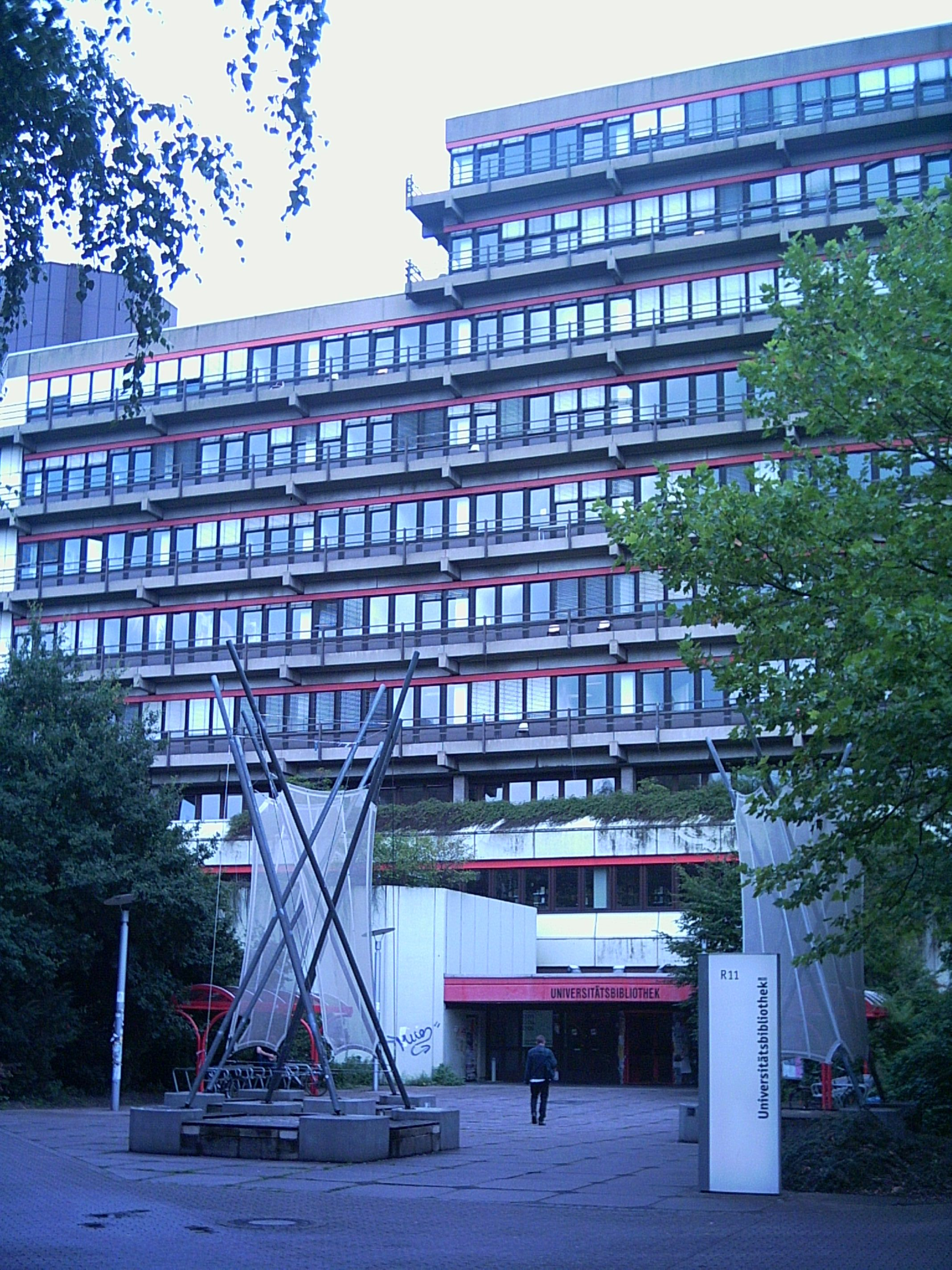
مكتبة جامعة دويسبورغ إيسن

تعود أصول تأسيس الجامعة إلى قرار دوق ويلهيلم الخامس فون جوليتش بيرغ عام 1555-لإنشاء جامعة دوقية موحدة في منطقة الراين. وتحقيقا لهذه الغاية، كان من الضروري الحصول على إذن من الامبراطور والبابا في ذلك الوقت. وعلى الرغم من أن الحصول على إذن البابا عام 1564 والإمبراطور في 1566، إلا أن الجامعة تأسست بعد حوالي 90 عاماً أي في العام 1654، أي بعد الاستيلاء على دوقية كليف من قبل ويليام فريدريك، الناخب من براندنبورغ. وتم افتتاح اربع كليات في 14 أكتوبر 1655 وهي: اللاهوت والطب والقانون والفنون. وكانت في ذلك الوقت واحدة من الجامعات الرائدة في المقاطعات الغربية من بروسيا.
نُقِلَت لاحقاً أجزاء كبيرة من مكتبة جامعة دويسبورغ إلى مكتبة جامعة بون وشكلت لاحقاً أساساً لمكتبة بون التي أنشأت حديثا. كما أعطي صولجان جامعة دويسبورغ لجامعة بون، ولا زال هناك حتى هذه اللحظة.
غُيِّر اسم الجامعة في عام 1971 إلى جامعة العلوم التطبيقية دويسبورغ. وفي عام 1994 غُيِّر اسم الجامعة إلى «جيرهارد-مركاتور الجامعي».
وفي عام 2003 تم دمج جيرهارد-مركاتور الجامعي وجامعة إيسن في ايسن، ليطلق على الجامعة اسم جامعة دويسبورغ إيسن.

## وصلات خارجية
- الموقع الرسمي لجامعة دويسبورغ-إيسن (بالإنجليزية)
- الموقع الرسمي لجامعة دويسبورغ-إيسن (بالألمانية)

- جامعة دويسبورغ-إيسن، مركز الارتباطات الأكاديمية، USA (بالإنجليزية)
- UAMR - University Alliance Metropolis Ruhr (بالإنجليزية)